# Manuscrito Poppleton
El manuscrito Poppleton es el nombre dado al códice del siglo XIV (alrededor del 1360) probablemente compilado por Robert de Poppleton, un fraile carmelita que era el prior de Hulne, cerca de Alnwick. Contiene numerosas obras, como un mapamundi —con índice—, y obras de Paulo Orosio, Geoffrey de Monmouth y Giraldus Cambrensis. Actualmente se encuentra en la Biblioteca Nacional de Francia en París (Ms Latin 4126).

## Descripción
El manuscrito es famoso porque contiene siete documentos consecutivos relativos a la Escocia medieval, algunos de los cuales son únicos del manuscrito y se consideran fuentes importantes. Los primeros seis, al menos, probablemente fueron compilados previamente en Escocia, a principios del siglo XIII. Comprenden:
1. De Situ Albanie; que parece ser una introducción a los siguientes cinco o seis textos. Poppleton MS conserva la única copia de esto.
2. Cronica de origine antiquorum Pictorum (es decir, «Crónica sobre los orígenes de los antiguos pictos»); parte de la Crónica picta, es en gran medida un pastiche de un aprendizaje más amplio del latín en relación con los pictos y los escoceses. Contiene extractos de la Etymologiae de Isidoro de Sevilla y de la Historia Brittonum de Nennio.
3. Una lista de los reyes Pictos; parte de la Crónica picta, esta es una lista de los reyes pictos en gran parte no galardonada, que contiene una sección mitológica inicial que no está presente en muchas otras listas de los reyes pictos. A diferencia de otras listas relacionadas, se corta en la adhesión de Kenneth I de Escocia. Revela sus orígenes en Abernethy al preservar una falsa «carta» de fundación para el monasterio de allí, supuestamente otorgada por el rey Nechtan (principios del siglo VII), a quien llama Nectonius magnus filius Uuirp.
4. Crónica de los reyes de Alba; es una breve crónica de los reyes de Alba, desde el período del rey Cináed mac Ailpín (m. 858) hasta el reinado del rey  Cináed mac Maíl Choluim (m. 995). En cuanto a la De Situ Albanie, la Poppleton MS conserva la única copia.
5. Una lista de los reyes de Dál Riata y de los  monarcas escoceses; este par de listas unidas comienza con el legendario Fergus Mór mac Eirc, y termina con Guillermo I.
6. Una genealogía de Guillermo I; esta genealogía se remonta a Adán, a través de Gaidhel Glas. Es únicamente un registro o traducción parcial de una genealogía gaélica, en la que mac y meic han sido reemplazados por filius y filii. Prácticamente todos los ancestros antes de David I de Escocia tienen sus nombres en la forma genitiva del idioma irlandés medio.
7. Una leyenda fundacional de Saint Andrews; puede que no haya sido compilada por el autor de De Situ Albanie en el siglo XIII, simplemente porque no encaja con la lógica presentada por los documentos uno a seis, y no tiene relación con la leyenda o el tema que se menciona en De Situ Albanie.

El valor del manuscrito ha sido demostrado en las publicaciones de William Forbes Skene, Alan Orr Anderson y su esposa Marjorie Anderson. Se han escrito docenas de artículos en el último medio siglo sobre varios aspectos del contenido escocés, aunque los estudios de todo el manuscrito han sido más raros.